# 伊紐馬山
17°27′38″S 69°50′18″W / 17.46056°S 69.83833°W

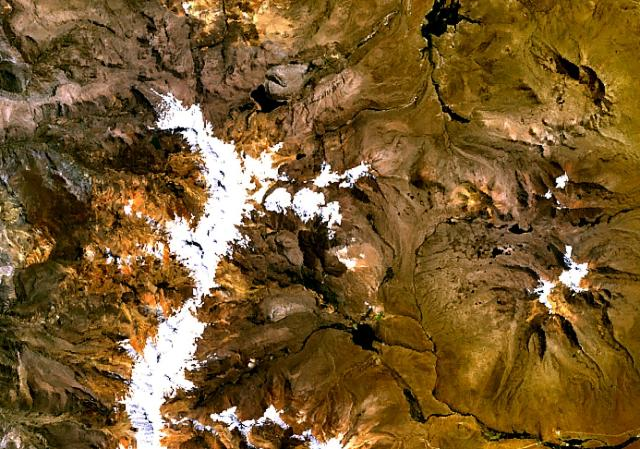

伊紐馬山（西班牙語：Iñuma），是玻利維亞的山峰，位於該國南部塔克納大區，屬於安第斯山脈中巴羅索山脈的一部分，處於科魯尼亞山東北面、卡西里山西北面，海拔高度5,675米。